# Гадюка палестинська
Гадюка палестинська (Pseudocerastes fieldi) — отруйна змія з роду Несправжня рогата гадюка родини Гадюкові.

## Опис
Загальна довжина сягає 60—79 см. Спостерігається статевий диморфізм — самиці в середньому більші за самців. Голова широка, пласка, коротка. Над очима піднята луска у вигляді м'якого виросту. Колір тулуба жовтувато-сірий з 2 рядками світло—коричневих плям, іноді облямованих білою облямовкою.

## Спосіб життя
Полюбляє широкі днища сухих русел (ваді) з піщаним ґрунтом й камінням, пагорби. У селища ця гадюка навідується зрідка. Навесні активна вдень, а влітку виходить на годівлю вночі. Харчується піщанками, ящірками, птахами, падлом.
Отрута має нейротоксичну властивість, становить суттєву небезпеку для людини.
Це яйцекладна змія. Самиця відкладає від 14 до 21 яєць. Через 1 місяць з'являються молоді гадюки довжиною 13 см.

## Розповсюдження
Мешкає у Ірані, Іраку, Сирії, Лівані, Йорданії, Єгипті, Ізраїлі, на півночі Саудівської Аравії.